# Теодор Ангел
Теодор Ангел (на гръцки: Θεόδωρος Άγγελος, † ок. 1299) е византийски аристократ от втората половина на XIII век – севастократор и съуправител на Тесалия от около 1289 до смъртта си.
Теодор е третият син на Йоан I Дука, владетел на Тесалия, от съпругата му, която е известна само с монашеското си име Хипомона („Търпение“). Когато Йоан умира през или малко преди 1289 г., той е наследен от по-големия брат на Теодор Константин, но Теодор става негов съуправител. Първоначално двамата братя са поставени под опеката на Анна Палеологина Кантакузина, съпругата на епирския деспот Никифор I Комнин, която управлявала като техен регент, тъй като те били непълнолетни.
Братята продължили войната срещу Византия, запопната от баща им Йоан I Дука. През 1292 г. Теодор претърпява поражение от византийския генерал Михаил Дука Глава Тарханиот, но през 1294 г. двамат с брат му превземт византийския град Деметриада на залива Волос.
Теодор и Константин освен това продължават и войната срещу епирския деспот Никифор I и неговите латински съюзници. Когато Филип I Тарентски започнал подготовка за завледяването на Тесалия, Теодор и Констанин потърсили подкрепа от императора на Византия, като признали неговия сюзеренитет над Тесалия. По този повод Теодор е удостоен с титлата севастократор от византийския император през 1295 г., който уредил годежа му с арменската принцеса Теофана, дъщеря на малоарменския крал Левон II, но този проект се провалил, тъй като годеницата починала по пътя от Константинопол към дома на Теодор.
Окуражени от съюза си с Византия, през лятото на 1295 г. Теодор и Константин започнали военни действия срвщу Епирското депсотство, като успели да превземат Ангелокастро, Ахелос и Лепанто, които трябвало да преминат под управлението на Филип I Тарентски като зестра за брака му с епирската принцеса Тамар. Впоследствие обаче по-голямта част от тези територии отново преминават в ръцете на епирците през 1296 г. След продължителни боеве Константин бил принуден да преотстъпи Ангелокастро на Филип I през 1301 г. Теодор Ангел обаче починал малко преди това – около 1299 г.

## Цитирана литература
- ((sr)) Ferjančić, Božidar (1974). Тесалија у XIII и XIV веку. Белград: Византолошког институт САНУ
- ((en)) Fine, John Van Antwerp, Jr. (1994). The Late Medieval Balkans: A Critical Survey from the Late Twelfth Century to the Ottoman Conquest. Michigan: University of Michigan Press, ISBN 0-472-08260-4
- ((en)) Polemis, Demetrios I. (1968). The Doukai: A Contribution to Byzantine Prosopography. London: The Athlone Press, OCLC 299868377, https://books.google.com/books?id=Sx5dAAAAIAAJ
- ((de)) Trapp, Erich; Beyer, Hans-Veit; Walther, Rainer et al. (1976–1996). Prosopographisches Lexikon der Palaiologenzeit. Wien: Verlag der Österreichischen Akademie der Wissenschaften, ISBN 3-7001-3003-1

|  | Тази страница частично или изцяло представлява превод на страницата Theodore Angelos и страницата „Феодор Ангел“ в Уикипедия на английски и руски език. Оригиналните текстове, както и този превод, са защитени от Лиценза „Криейтив Комънс – Признание – Споделяне на споделеното“, а за творби, създадени преди юни 2009 година – от Лиценза за свободна документация на ГНУ. Прегледайте историята на редакциите на оригиналните страници тук и тук, за да видите списъка на техните съавтори. ВАЖНО: Този шаблон се отнася единствено до авторските права върху съдържанието на статията. Добавянето му не отменя изискването да се посочват конкретни източници на твърденията, които да бъдат благонадеждни. |